# Thierschneck
Thierschneck ist eine Gemeinde im Norden des Saale-Holzland-Kreises und Mitglied der Verwaltungsgemeinschaft Dornburg-Camburg.

## Lage
Thierschneck und die Gemarkung liegen östlich von Camburg auf einer höheren Ebene nach den Saaleanhöhen. Die Flächen dieses Gebietes liegen auf überlösstem Muschelkalk und sind ertragreich.

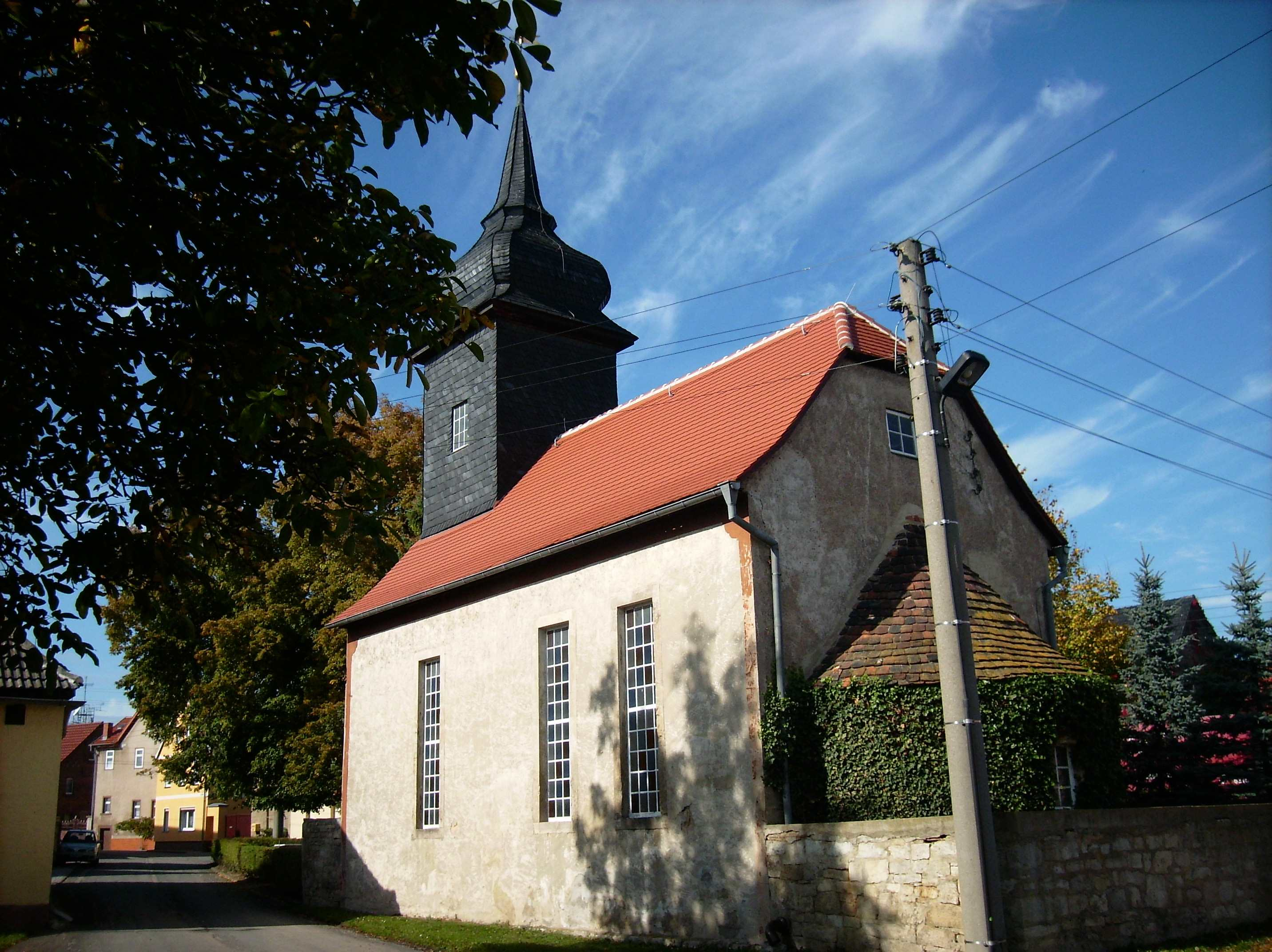
Dorfkirche Thierschneck

## Geschichte
Die urkundliche Ersterwähnung von Thierschneck ist auf dem 20. Dezember 1372 datiert.
In der Flur von Thierschneck befinden sich Grabhügel der Jungsteinzeit und Bronzezeit. Im Waldstück „Ellrich“ liegt ein  Hügelgräberfeld. Dort wurden auch bronzezeitliche Funde geborgen. Nördlich vom Ort ist ein weiteres Hügelgräberfeld, das aber durch die intensivere landwirtschaftliche Nutzung eingeebnet wurde.
Der Ort gehörte zum wettinischen Kreisamt Eisenberg, welches aufgrund mehrerer Teilungen im Lauf seines Bestehens unter der Hoheit verschiedener Ernestinischer Herzogtümer stand. 1826 kam der Ort mit dem Nordteil des Kreisamts Eisenberg vom Herzogtum Sachsen-Gotha-Altenburg zum Herzogtum Sachsen-Meiningen und wurde Teil der Exklave Camburg. Von 1922 bis 1939 gehörte der Ort zur Kreisabteilung Camburg.
In Thierschneck trafen sich bis 1830 die Hauptverkehrsadern Mitteldeutschlands – die Regensburger Straße Richtung Naumburg und Leipzig und ein Abzweig der Nürnberger Straße. Hier mussten die Händler für ihre Waren Zoll und Geleite bezahlen. Das Geleitshaus steht heute noch als Zeuge im Ort.
In Thierschneck befindet sich eine mehrfach umgebaute Dorfkirche.

### Einwohnerentwicklung
| - 1994 – 121 - 1995 – 125 - 1996 – 130 - 1997 – 133 - 1998 – 140 - 1999 – 133 | - 2000 – 138 - 2001 – 135 - 2002 – 132 - 2003 – 133 - 2004 – 131 - 2005 – 132 | - 2006 – 131 - 2007 – 129 - 2008 – 120 - 2009 – 117 - 2010 – 112 - 2011 – 109 | - 2012 – 104 - 2013 – 111 - 2014 – 108 - 2015 – 104 - 2016 – 109 - 2017 – 104 | - 2018 – 106 - 2019 – 107 - 2020 – 102 - 2021 – 106 |

 Datenquelle: Thüringer Landesamt für Statistik